# HMS Ulysses (R69)
«Улісс» (англ. HMS Ulysses (R69) — військовий корабель, ескадрений міноносець типу «U» Королівського військово-морського флоту Великої Британії часів Другої світової та Холодної воєн.
Ескадрений міноносець «Улісс» закладений 12 березня 1942 року на верфі компанії Cammell Laird у Беркенгеді. 22 квітня 1943 року він був спущений на воду, а 23 грудня 1943 року увійшов до складу Королівських ВМС Великої Британії. Есмінець брав участь у бойових діях на морі в Другій світовій війні забезпечував висадку союзників у Нормандії, бився на Тихому океані. За проявлену мужність та стійкість у боях бойовий корабель заохочений двома бойовими відзнаками.

## Бойовий шлях

### 1944
20 квітня 1944 року «Улісс» вийшов у черговий похід до Кольської затоки, супроводжуючи крейсер «Дайадем» і ескортні авіаносці «Фенсер» і «Актівіті», куди без втрат прибули 23 квітня.
28 квітня приєднався з рештою кораблів до конвою RA 59; разом з корветом «Лотус» та канадськими фрегатами «Кейп Бретон», «Гроу», «Отремон» та «Васкасу» становили океанський ескорт конвою.
У червні 1944 року «Улісс» увійшов до складу ескортного угруповання ВМС, що підтримувало висадку морського десанту на плацдарм «Голд» у Нормандії. «Улісс» діяв разом з есмінцями «Гренвіль», «Ольстер», «Джервіс», «Андонтед», «Андін», «Урса», «Арчін», «Уранія» та ескортними міноносцями «Кеттісток», «Коттесмор» і «Пітчлі» та польським «Краков'як», забезпечуючи артилерійську підтримку військам, що висадилися на плацдарм.

### 1945
З 6 липня до другої половини серпня 1945 року британська 37-ма оперативна група діяла біля берегів Японії, завдаючи удари по найважливіших об'єктах. Так, 17 липня кораблі та авіація союзників атакували цілі в Токіо та Йокогамі.